# Чаныж
Чаныж (укр. Чаниж) — село в Бусской городской общине Золочевского района Львовской области Украины. Население составляет 683 человека.

## История села
Документальные источники впервые упоминают о Чаныже в 1476 году, но что это за источники — неизвестно. Также неизвестной остаётся и дальнейшая судьба Чаныжа — из исторического небытия он выплывает лишь в XIX веке. Деревню не обошли стороной Люблинская уния (1569) и разделы Речи Посполитой. После первого из них в 1772 году Чаныж вместе со всей Галицией вошёл в состав Австрийской империи, где и пробыл до 1 ноября 1918 года. В 1848 году австрийская власть отменяет крепостное право в Галиции, на Закарпатье и Буковине. В память об этом был установлен не сохранившийся до наших дней деревянный крест к югу от села. В 1990 крест восстановили на прежнем месте, где он стоит и поныне.

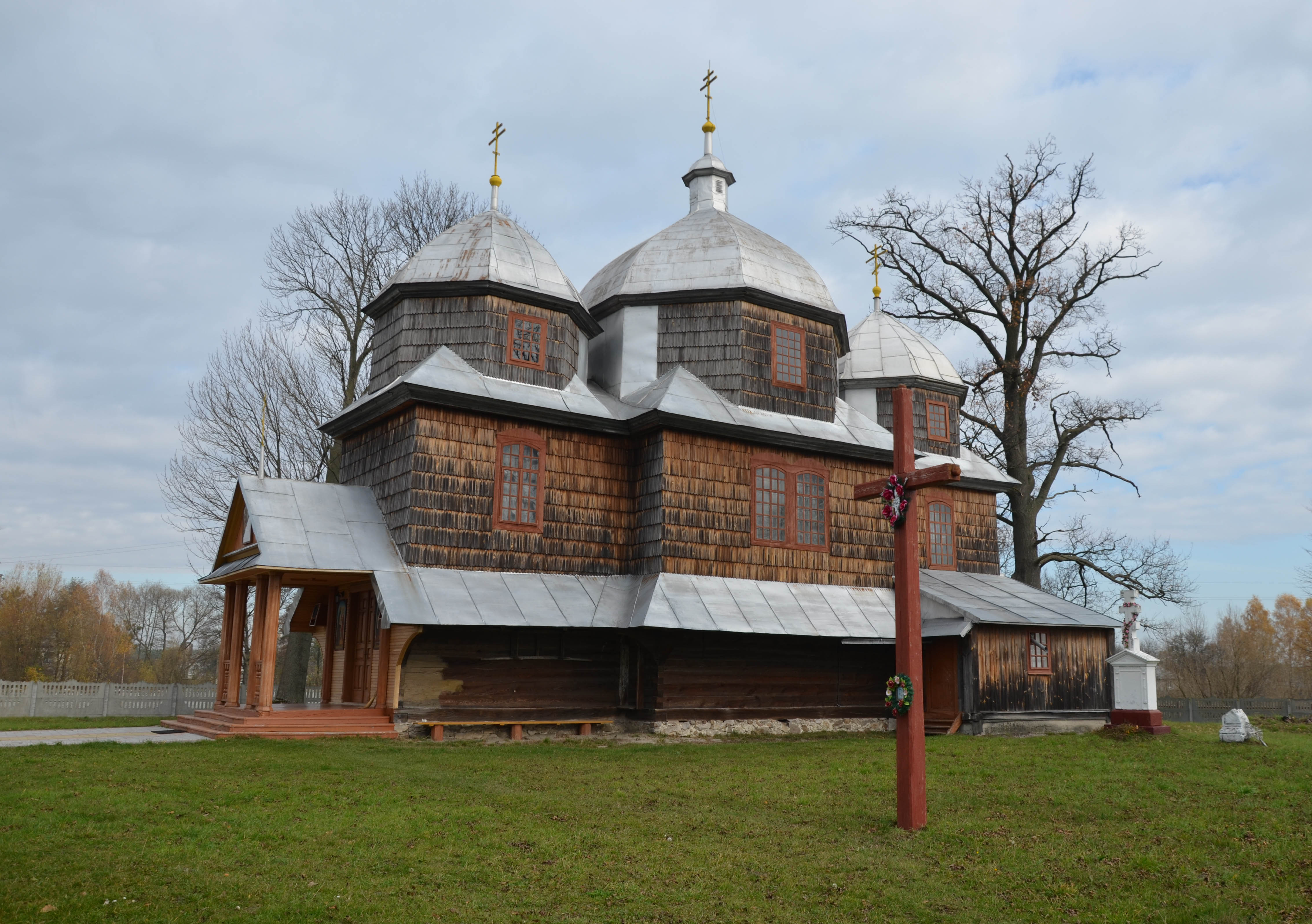
Церковь Успения Богородицы

26 июня 1879 в Чаныже начинают строить церковь Успения Пресвятой Богородицы, освящённую 27 августа 1881. Церковь деревянная, снаружи обита гонтом. Роспись храма в 1903 году сделал художник Иван Якимчук. Его кисти принадлежит также нарисованный в том же году иконостас. В советский период храм был закрыт. В 1988 году к нему пристроили правое (с южной стороны) захристие, а художественная роспись церкви была восстановлена Всеволодом Луцивым. Вскоре возобновились и богослужения.
По окончании первой мировой войны, распаде Австро-Венгерской империи в 1918 году, и падение ЗУНР в 1919 году земли Галиции, согласно договору от 21 ноября 1919, на 25 лет присоединялись на правах автономии в Польшу. По истечении этого срока их статус должен был определиться по воле местного населения. В составе Польши Чаныж входит в состав Каменецкого уезда (с центром в г. Каменка-Бугская) Тарнопольского воеводства на правах самостоятельной единицы, а после реформы 1934 года объединяется вместе с деревнями Адамы, Грабова, Гута, Полоничная, Мазярня Вавжкова pl:Maziarnia Wawrzkowa), Соколя и Волица-Деревлянская в сельскую гмину (общину) Грабова того же уезда и воеводства. Несмотря на задекларированное равноправие, права украинского населения в Польском государстве часто притеснялись, а нарушения со стороны поляков просто игнорировались. О Чаныже в контексте этой проблемы упоминается в газете украинской диаспоры США «Украинский дневник Свобода» от 2 августа 1938. В заметке под названием «Гуляют безнаказанно» рассказывается о конфликте между крестьянами из украинского Чаныжа и польских сел Вархола и Собашки (сегодня не существуют). Последние, несмотря на протесты, пасли скот на чаныжских сенокосах и даже избили одного крестьянина. Рассказывается, что жалобы на незаконные действия поляков были безрезультатными и даже после приезда старосты крестьяне из польских сёл продолжали нагло выпасать скот на лугах.
1 сентября 1939 нападением Германии на Польшу было положено начало Второй мировой войне. Чуть позже, 17 сентября того же года Красная армия перешла советско-польскую границу, оккупировав западноукраинские земли, которые были в то время в составе Польского государства. Так произошло разделение Польши между СССР и Германией согласно пакту Молотова — Риббентропа и так начался советский период в истории Западной Украины вообще и Чаныжа частности. 4 декабря 1939 была создана Львовская область, в состав которой вошел Чаныж. 1940 в селе основали комсомольскую организацию ВЛКСМ. После нападения Гитлера на Советский Союз 22 июня 1941 Чаныж оказался в немецкой оккупации. Немцы разделили украинскую территорию на две части — Рейхскомиссариат Украина и дистрикт Галиция — в составе последнего и находился Чаныж до восстановления советской власти в середине 1944 года.
К периоду «вторых советов» принадлежит документ со ссылкой на Государственный архив Львовской области:
«11.04.45 Для выяснения действительного положения 10.04 была послана опергруппа РО НКВД, которая установила, что группа бойцов ИБ Лопатинского РО НКВД, в составе до 40 человек, под руководством старшего группы Феликса, по национальности поляк, из уголовников, совместно с конным подразделением, 9 апреля ворвались в село Чаныж и под предлогом борьбы с бандой стали производить поджог домов и сараев ни в чём не повинных граждан. Одновременно оцепив село и не выпуская населения из села. На просьбы населения прекратить расправу и доказательства, что бандитов здесь нет, у некоторых мужья и сыновья в КА и ИБ, во внимание не принимались. Дома жгли, имущество захватывали.»
В послевоенные годы в Чаныже начинает функционировать сельский совет (объединял сёла Гаевское, Заводское), Лесное и Столпин), партийная организация КПСС (с 1955 года), колхоз имени XXII съезда КПСС. С 1963 года Чаныж находится в составе Бродовского района Львовской области, а с восстановлением в 1966 году Бусского района входил в его состав до 2020 года. 22 декабря 1992 после образования Заводского сельского совета сёла Заводское и Гаевское вышли из подчинения сельского совета села Чаныж. В ходе административной реформы в Украине, в 2020 году село вошло в состав Бусской городской общины Золочевского района.